# Vlaams Economisch Verbond

Le Vlaams Economisch Verbond ou VEV est une organisation patronale flamande en Belgique. 
Créé en 1926 par e.a. Lieven Gevaert (1868-1935) comme contrepoids au Comité Central Industriel — selon les fondateurs trop francophone — qui sera plus tard absorbé dans la Fédération des entreprises de Belgique. Les visées principales de l'organisation furent le développement de l'économie flamande et la néerlandisation de la Flandre. En 2002 il fusionnait avec la Kamer van Koophandel pour devenir le Voka.
C'est un partenaire important du gouvernement flamand et il siège aussi au Conseil socio-économique de la Flandre.